# Slentem
L'slentem (també slenthem o gender panembung) és un metal·lòfon javanès que forma part d'un gamelan.
L'slentem és part de la família dels gender. Consisteix en un conjunt de làmines de bronze que abasta una octava: això són sis làmines quan està afinat en el sistema slendro i set quan ho està en pelog. Aquestes làmines estan suspeses, mitjançant tires de cuir lligades a un marc de fusta, sobre tubs de bambú individuals que fan de ressonadors. Aquests estan tallats per aprofitar la col·locació del node del bambú, de forma que s'obtingui una longitud funcional del ressonador, més curta quant més aguda és la nota. L'instrument es toca colpejant les làmines amb una baqueta, anomenada tabuh, que té un mànec curt i un disc de fusta prim amb vores folrades de tela o goma. La mà que no sosté la baqueta queda lliure per esmorteir les notes. És un instrument greu amb un so més suau que el saron demung.
Com el saron barung i demung, generalment interpreta la forma més bàsica de la melodia (balungan) a les composicions. No obstant això, també s'utilitza de vegades tècniques similars al saron per a elaborar. Té un paper eminent en els conjunts gamelan més silenciosos (com gamelan gadhon); però també forma part de gamelan gedhé, com a únic instrument d'estil suau que també toca en peces d'estil sorollós. 
Normalment es col·loca entre els instruments situats a la part frontal de l'àrea d'execució.